# Droga wojewódzka 800
Die Droga wojewódzka 800 (DW 800) ist eine einen Kilometer lange Droga wojewódzka (Woiwodschaftsstraße) in der polnischen Woiwodschaft Masowien, die den Bahnhof Parysów mit Parysów verbindet. Die Strecke liegt im Powiat Garwoliński.

## Streckenverlauf
Woiwodschaft Masowien, Powiat Garwoliński
-  Parysów (DW 805)